# Kyrkheddinge
Kyrkheddinge est une localité suédoise située dans la commune de Staffanstorp en Scanie.
Sa population était de 259 habitants en 2019.